# Lukas (Evangelist)

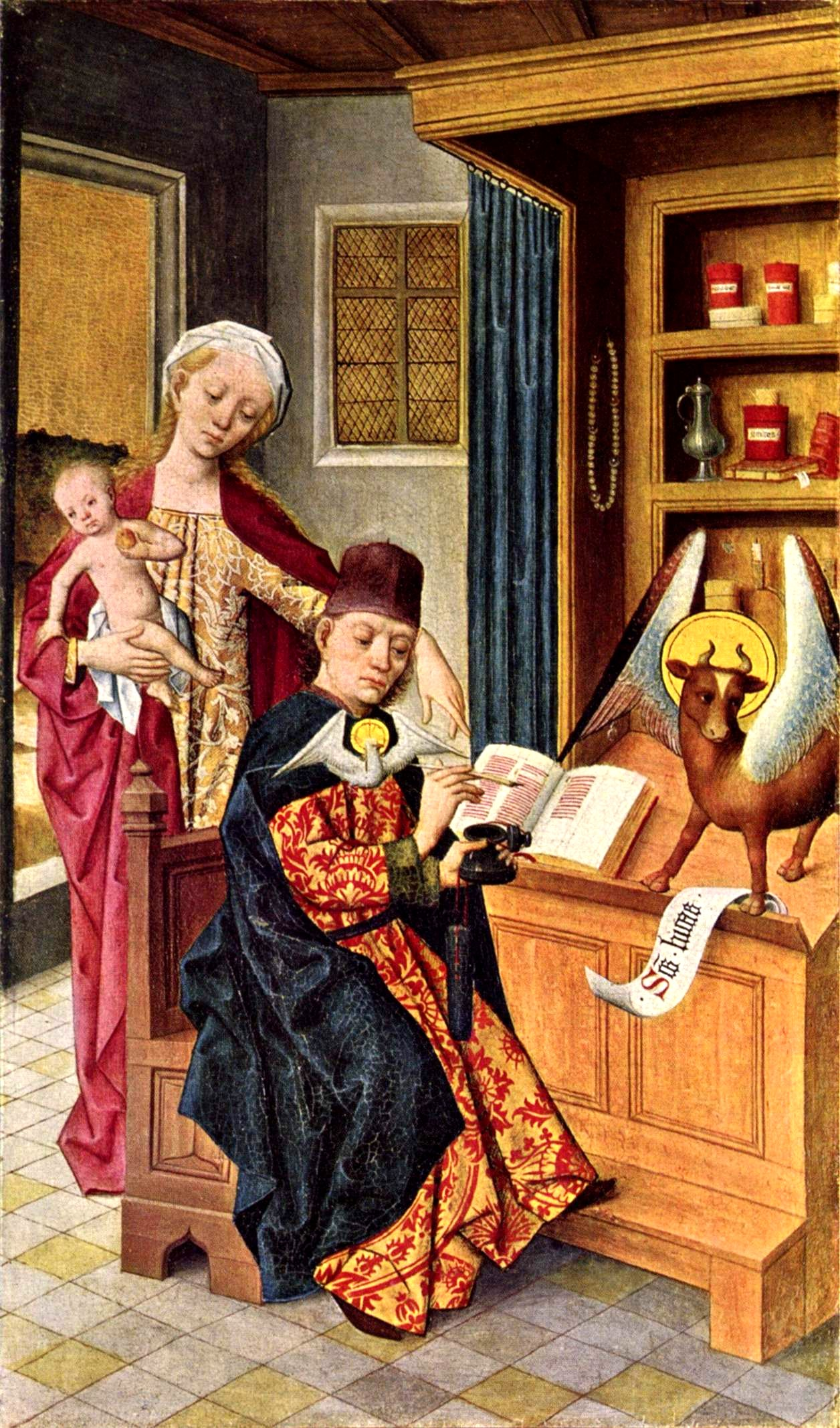
Die Inspiration des hl. Lukas, Innenflügel des Lukasaltares des Hermen Rode, Lübeck (1484)

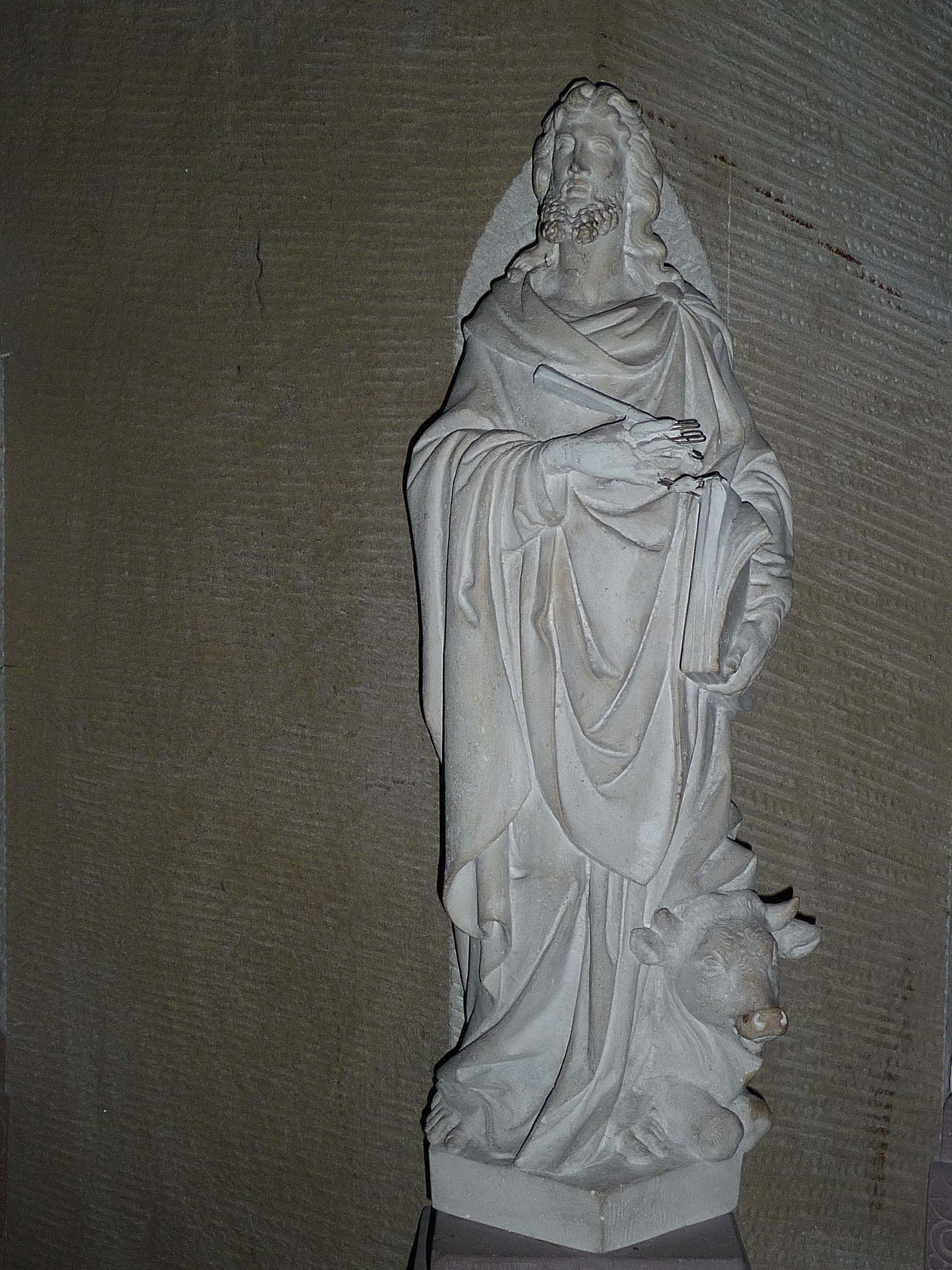
Statue des hl. Lukas in der Stiftskirche in Baden-Baden

Als der Evangelist Lukas (altgriechisch Λουκᾶς Loukãs) wird traditionell der Verfasser des Lukasevangeliums und der Apostelgeschichte im Neuen Testament  bezeichnet. Er trägt einen auch epigraphisch gut belegten Namen, wahrscheinlich eine Koseform von Lucius.
Im Kol 4,14  wird ein Arzt namens Lukas erwähnt, den die altkirchliche Tradition mit dem Evangelisten identifiziert hat. Die Abfassungszeit des Lukasevangeliums ist umstritten. Einige Forscher nehmen die Jahre 60–65, andere die Jahre 80–85 an.
Sprachliche und theologische Ähnlichkeiten sowie Querverweise zwischen dem Lukasevangelium und der Apostelgeschichte verweisen darauf, dass sie vom selben Autor stammen. Man zählt das Lukasevangelium zu den drei Synoptischen Evangelien. Das zweiteilige Geschichtswerk wendet sich insbesondere an hellenistische Leser.
Gemäß den Kirchenvätern Irenäus, Eusebius und Hieronymus wie auch dem Kanon Muratori war der Evangelist Lukas der gleichnamige Mitarbeiter des hl. Paulus (Phlm 24 ), der in Kol 4,14  als „geliebter Arzt“ bezeichnet wird und der bei einigen Reisen des Apostels Paulus dabei war (2 Tim 4,11 ). Die Tradition vom Paulusbegleiter Lukas als dem Verfasser des Lukasevangeliums war in der ersten Hälfte des 2. Jahrhunderts verbreitet.
Dieselben Kirchenväter berichten, dass Lukas aus Antiochia in Syrien gestammt habe. Einige Exegeten sind überzeugt, dass diese Aussagen der Historie entsprechen, und sehen diese These unter anderem auch durch den von Anfang an vorhandenen Titel „Evangelium nach Lukas“ belegt.
Die neuere Forschung geht jedoch mehrheitlich davon aus, dass der Autor des Doppelwerkes des Lukas und der Begleiter des Paulus von Tarsus nicht dieselbe Person waren. Dafür gibt es Anhaltspunkte; so übernimmt beispielsweise der Autor nirgends die spezifische Theologie des Paulus in seine Schriften und die Erwähnung des Namens des Paulusbegleiters wird nie mit dem Doppelwerk verbunden. Auch berichtet die Apostelgeschichte andere Details aus dem Leben des Paulus, als Paulus selbst sie in seinen Briefen angibt.
Lukas wird vereinzelt als einer der siebzig Jünger bzw. Apostel angesehen, die Jesus Christus aussandte (Lk 10,1–16 ), oder als einer der Emmausjünger (Lk 24,13–35 ). Dieser Auffassung widerspricht jedoch der Prolog des Lukasevangeliums, wo er sich ausdrücklich nicht zu den Augenzeugen zählt (Lk 1,1–4 ).
Der Überlieferung zufolge soll Lukas um das Jahr 63 im Alter von 84 Jahren als Bischof von Theben gestorben sein; ob er auch das Martyrium erlitt, ist hingegen ungewiss. Sein legendäres Grab wird in Ephesos lokalisiert (Lukasgrab).

## Verehrung

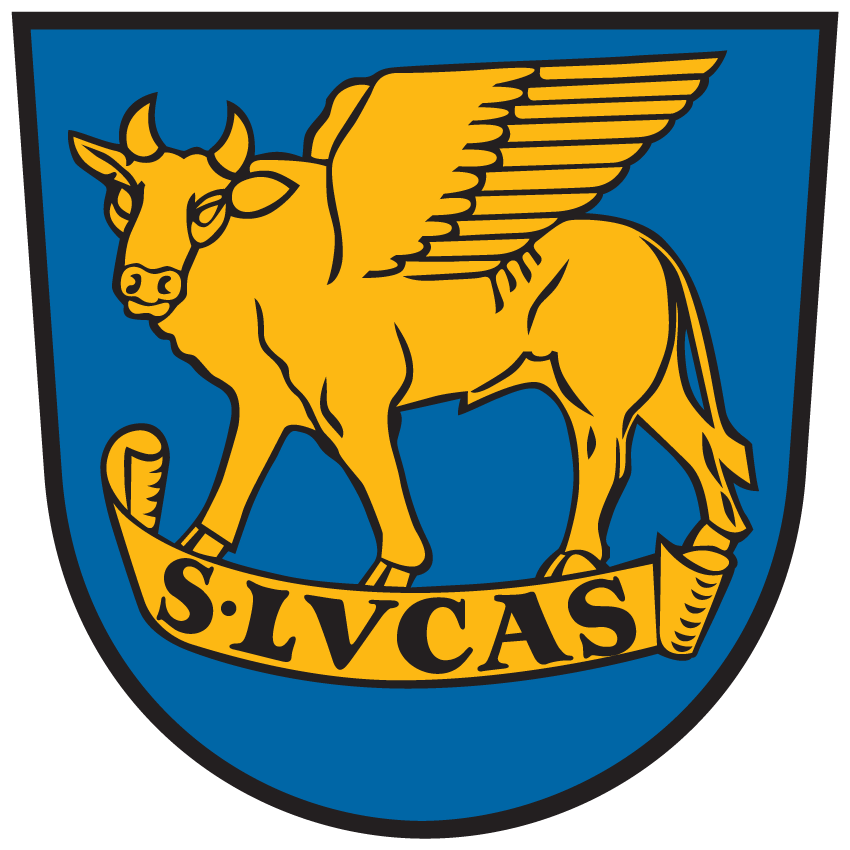
Flügelstier (hier im Bleiburger Wappen)

### Liturgie
Das Fest des heiligen Lukas wird in den orthodoxen Kirchen, der römisch-katholischen, der armenischen und der anglikanischen Kirche am 18. Oktober begangen. Auch das Evangelische Gottesdienstbuch legt das Gedächtnis auf den 18. Oktober fest. Die orthodoxen Kirchen begehen außerdem den 4. Januar und den 22. April als weitere Feste, die armenische Kirche den 9. April und die koptische Kirche den 19. Oktober.

### Reliquien
Die Reliquien des hl. Lukas kamen am 3. März 357 nach Konstantinopel, danach wohl im 12. Jahrhundert nach Padua, wo sie seit 1562 in der Basilika Santa Giustina in einem Marmorsarkophag im linken Querschiff ruhen. Ein Teil des Schädels befindet sich in Prag, wohin ihn 1354 Karl IV. in den Veitsdom übertragen ließ, ein anderer im Panteleimon-Kloster auf dem Berg Athos in Griechenland.
1992 verlangte der Metropolit Hieronymos II.  vom Erzbischof Antonio Mattiazzo von Padua die Rückgabe eines wesentlichen Teils der Reliquien für den Ort, der als das Grab des Evangelisten verehrt werde. Hieraus ergab sich die erstmalige Öffnung des Reliquienschreins in Padua seit über 600 Jahren am 17. September 1998 sowie die Untersuchung der Reliquien mit Hilfe moderner Methoden. Festgestellt wurde mit der Radiocarbonmethode und dem Vergleich von DNA aus den Zähnen mit Einwohnern der antiken Städte Konstantinopel und Antiochia unter anderem, dass die Reliquien in Prag und die in Padua zusammengehören und von einem Syrer stammen, der zwischen 416 v. Chr. und dem Jahr 72 starb. Der Reliquienschrein sei um 338 nach Konstantinopel gekommen und später nach Padua gebracht worden. Der Metropolit Hieronymos erhielt in der Folge eine Rippe des hl. Lukas, die sich nahe dem Herzen befand, für das Lukasgrab in Theben.

### Ikonographie
Das Evangelistensymbol und Attribut des heiligen Lukas ist ein (geflügelter) Stier; dieser wird in der Heraldik auch Flügelstier genannt. Darüber hinaus sind ihm als Attribute oft das Evangeliar oder eine Schriftrolle mit Worten aus seinem Evangelium zugeordnet.

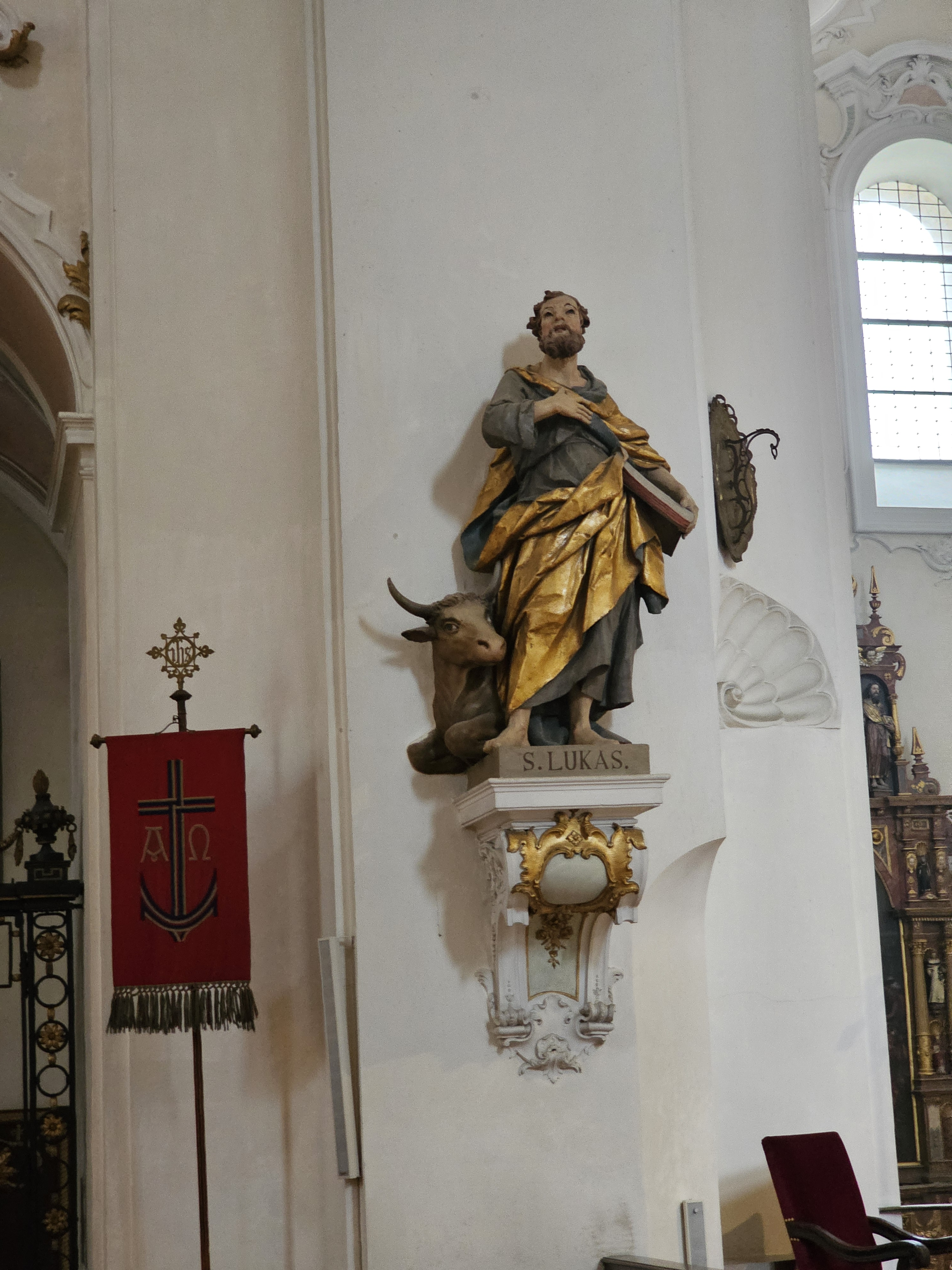
Heiliger Lukas mit Evangelium und Stier in der Basilika St. Vitus (Ellwangen)

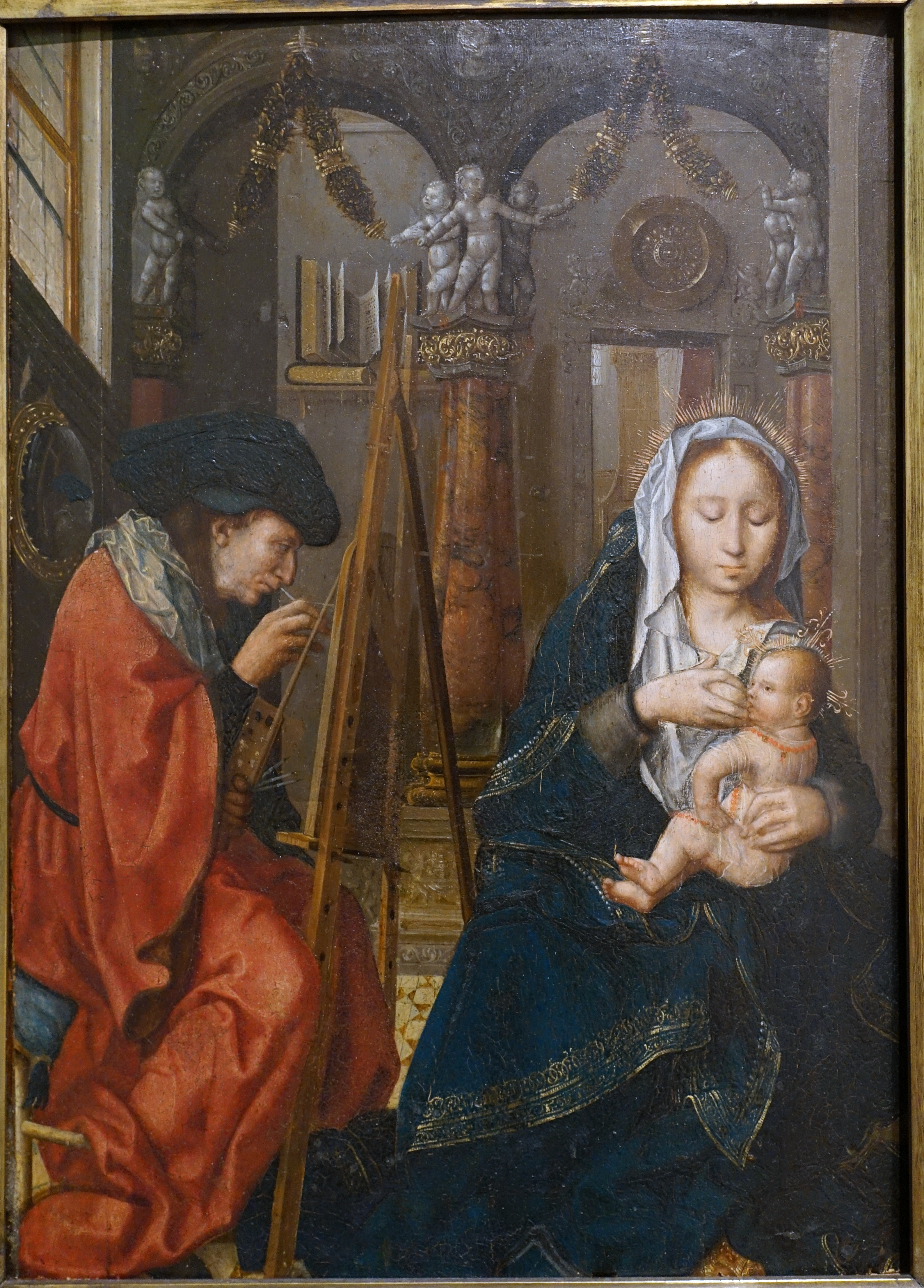
Der hl. Lukas malt die heilige Jungfrau mit dem Kind, Meister des Heiligen Blutes, um 1520

Auf sogenannten Lukasbildern wird der Evangelist Lukas als Maler dargestellt, der die Gottesmutter Maria mit dem Kind porträtiert. Dieses Motiv basiert auf einer frühchristlichen Legende, nach der Lukas Maria zu Lebzeiten gemalt habe. In dieser Tradition wird besonders die Ikone Salus populi Romani, deren Geschichte in das 5. oder 6. Jahrhundert rückverfolgt werden kann, als die historisch bedeutendste Marienikone in Rom bis in die Gegenwart hoch verehrt.

### Lukaspatrozinien
In Antike und Mittelalter wurden nur sehr wenige Kirchen nach Lukas benannt. Erst in jüngerer Zeit entstanden zahlreiche Lukas-Kirchen, besonders im deutschen Kirchenbau nach dem Zweiten Weltkrieg.

### Patronate

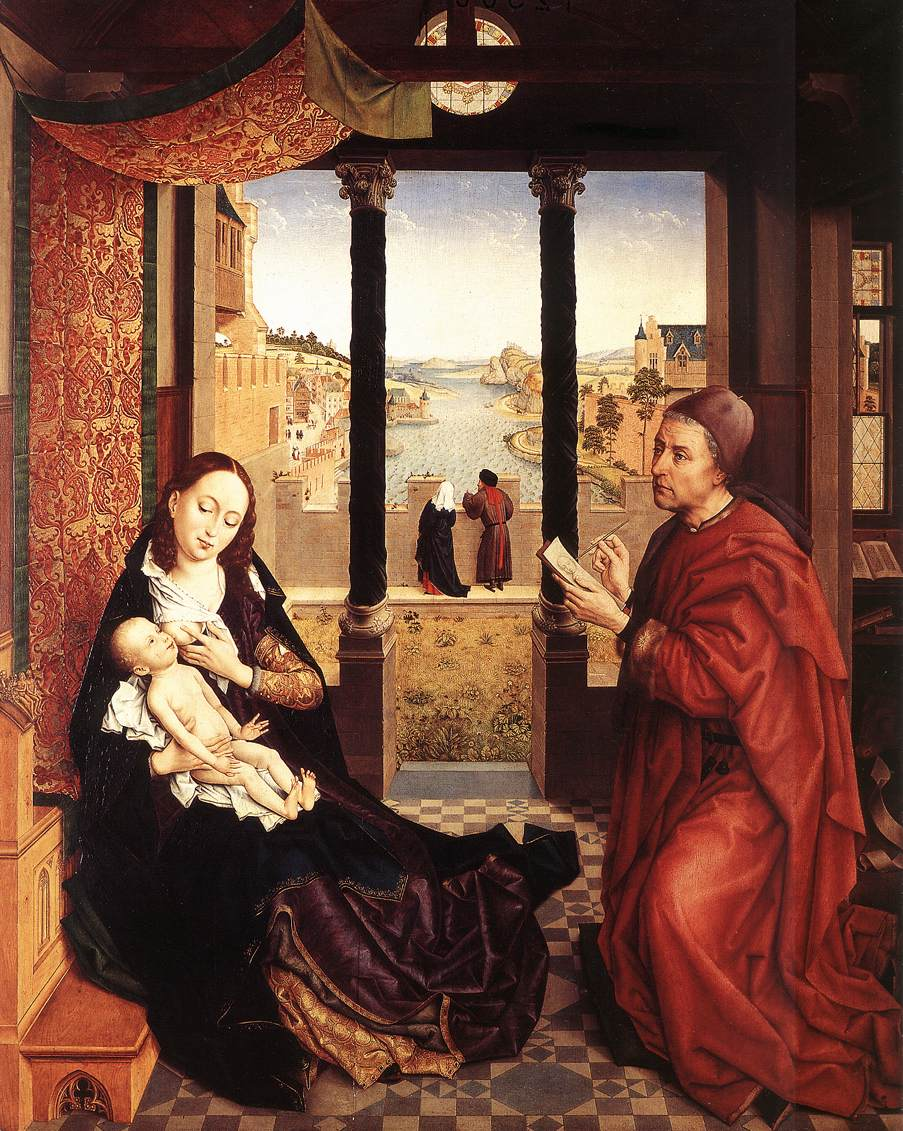
Hl. Lukas als Maler der Mutter Gottes (van der Weyden)

Der heilige Lukas gilt als Schutzpatron der Ärzte, Chirurgen und der Kranken, der Metzger und des Viehs, der Kunstmaler, weshalb man deren Zunft auch als Lukasgilde bezeichnete, wie auch weiterer künstlerischer Berufe wie der Glasmaler, der Sticker, Buchbinder und der Goldschmiede.
Die Verbindung zum Arztberuf geht auf die Erwähnung in Kol 4,14  zurück. Die Verbindung des heiligen Lukas zu den Malern beruht auf der Überlieferung früher Kirchenschreiber, der Heilige habe auf Wunsch der frühen Christen ein Abbild der Jungfrau Maria mit dem Jesuskind gemalt, weswegen er auch als der erste Ikonograph gilt und ihn einige ikonographische Darstellungen beim Malen dieses Bildes zeigen.
Der Medizinhistoriker und Kunsthistoriker Bergdolt wies in diesem Zusammenhang auf die gemeinsame Zugehörigkeit von Malerei, bildender Kunst und Heilkunde zur Kunst (Téchne) im Gegensatz zur Technik (Epistéme) hin und darauf, dass im Mittelalter Maler und Handwerkschirurgen derselben Zunft angehört hätten.

## Bauernregeln
Bauernregeln für das Fest am 18. Oktober lauten:
- „Wer an Lukas Roggen streut, es im Jahr darauf nicht bereut“
- „Ist Sankt Lukas mild und warm, folgt ein Winter, dass Gott erbarm“